# Bahnhof Dietikon
Der Bahnhof Dietikon der Schweizerischen Bundesbahnen (SBB) ist der Bahnhof der Stadt Dietikon, eines Vororts von Zürich, und befindet sich an der 1847 eröffneten Bahnstrecke Zürich–Baden der Spanisch-Brötli-Bahn. Mit der Eröffnung der Bremgarten-Dietikon-Bahn im Jahr 1902 wurde er zu einem wichtigen Umsteigebahnhof.

## Gleisanlagen

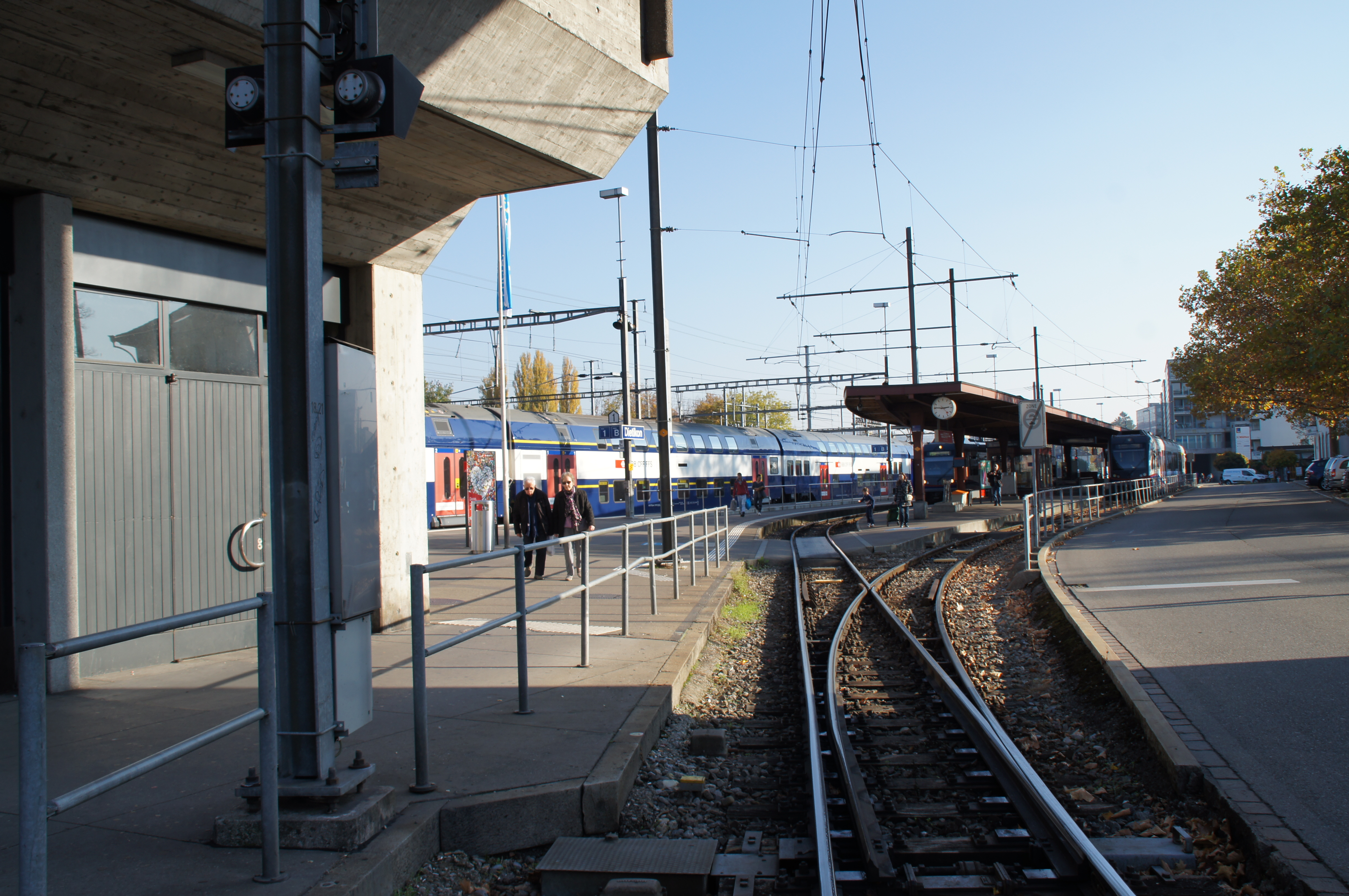
Gleis 11 und 12 der Bremgarten-Dietikon-Bahn in Meterspur, links Gleis 1 (2015)

Die heutigen Gleisanlagen der SBB bestehen aus sechs Stationsgleisen. Das Gleis 1 liegt am Hausbahnsteig. Hier wenden die Züge der Linie S11 und S19 die nicht weiter geführt werden und deren Endstation Dietikon ist. Während das Gleis 2 ein Durchfahrtsgleis ist und vor allem von Güterzügen von und nach dem Rangierbahnhof Limmattal benutzt wird, liegen die Gleise 3 und 4 an einem gemeinsamen Mittelbahnsteig; hier fahren die S-Bahnen ab, die den Bahnhof als Zwischenstation bedienen. An den Gleisen 5 und 6, die ebenfalls einen gemeinsamen Mittelbahnsteig besitzen, halten nur die IR36; hier verkehren in der Regel alle Fernreisezüge der Strecken Zürich–Brugg–Basel und Zürich–Olten–Bern/Biel.
Die Gleisanlagen der Bremgarten-Dietikon-Bahn befinden sich östlich des Bahnhofsgebäudes und bestehen aus zwei Gleisen an einem Mittelbahnsteig.

## Gebäude

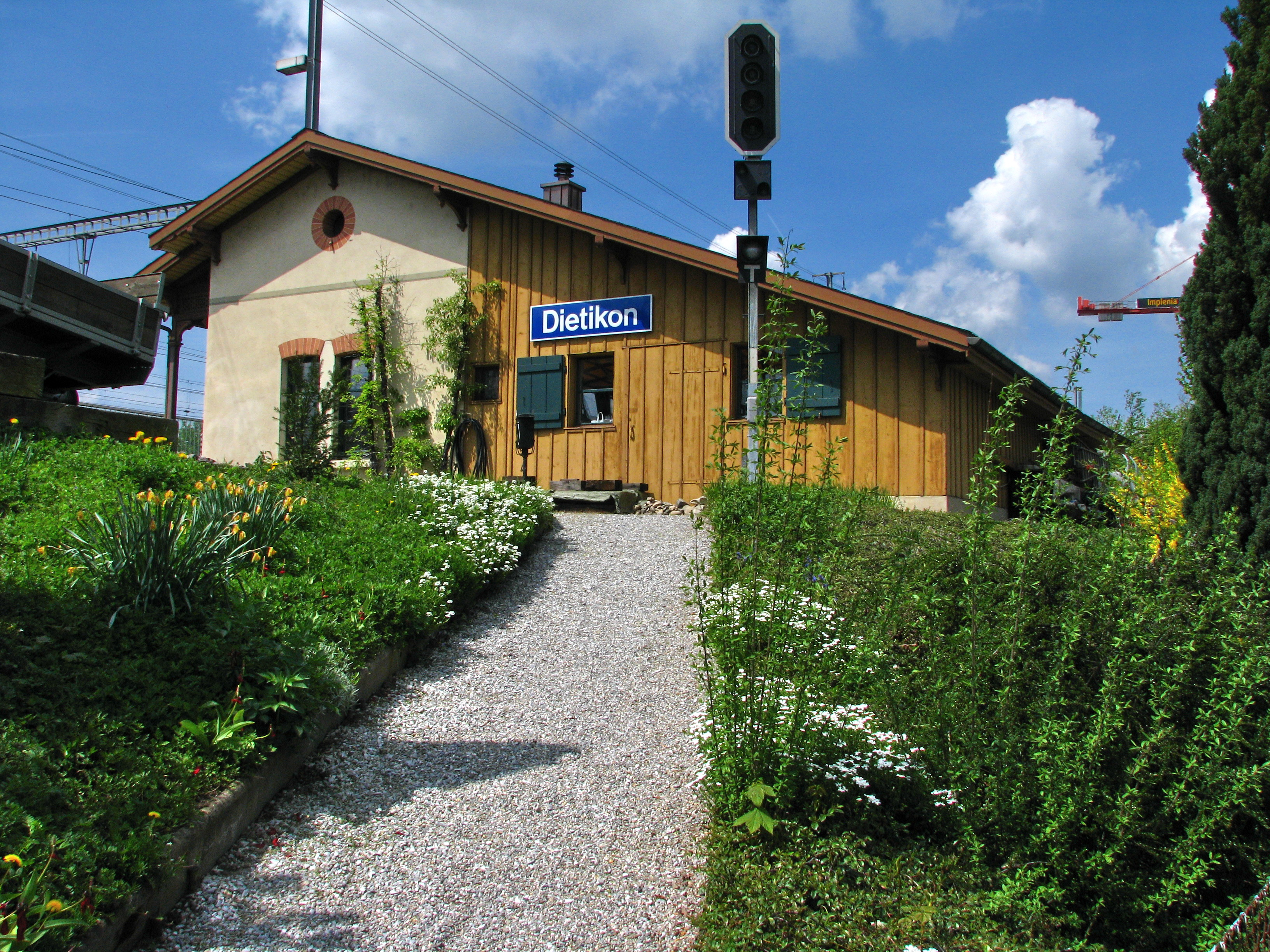
Das Gebäude des ersten Bahnhofs von 1847 (2010)

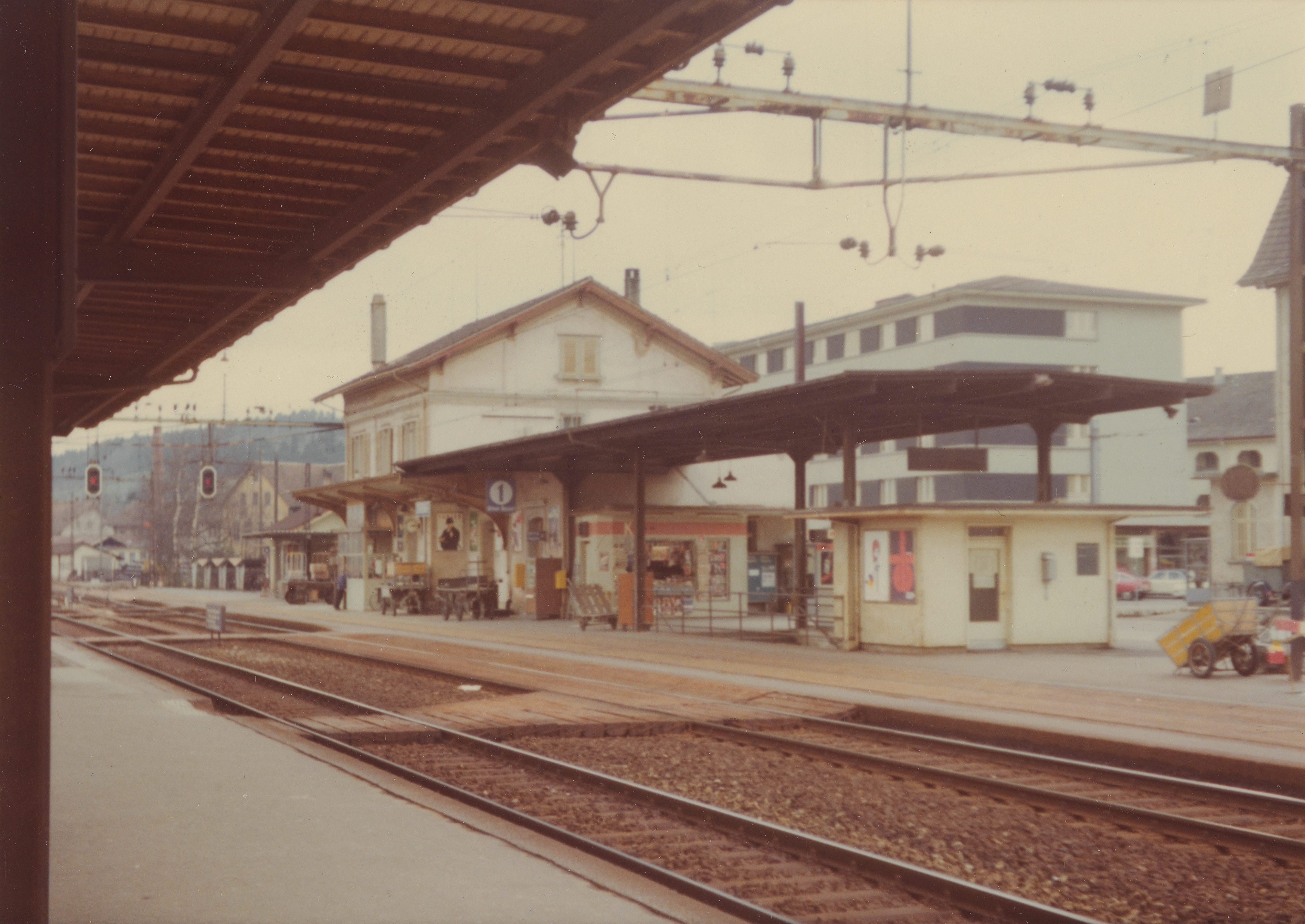
Das Gebäude von 1867 (1980)

Das erste 1847 erbaute «Aufnahmegebäude» hat bis in die heutige Zeit überdauert; dies vor allem, weil es auf der „falschen“ Seite der Strecke gebaut wurde, also auf Seite der Limmat und nicht der Stadt zugewandt. Es verlor 1867 die Funktion als Stationsgebäude und wurde 1915 versetzt sowie erweitert. Seit 1978 wird es von Eisenbahnfreunden als Clublokal genutzt.
Das zweite, zwischen 1866 und 1867 durch die Nordostbahn nach Plänen von Jakob Friedrich Wanner erbaute Gebäude entspricht demjenigen des Bahnhofes von Amriswil, bei dem jedoch ein Seitenflügel weggelassen wurde.
Das dritte Bahnhofsgebäude wurde 1976 von Architekt Walter Moser im Zusammenhang mit dem Ausbau der Strecke Dietikon–Zürich Altstetten auf vier Spuren und dem Bau des Rangierbahnhofs Limmattal erstellt. Es befindet sich ca. 200 Meter weit nach Westen vom alten zweiten Bahnhofbau weg versetzt, welchen man nach Fertigstellung des neuen Bahnhofsgebäudes abbrach. Beim Gebäude handelt es sich um einen modernen Betonbau, in dessen Erdgeschoss sich die Betriebsräume und Verkaufslokale sowie ein Bahnhofsbuffet befinden. Im oberen Teil des mehrstöckigen Gebäudes befinden sich Wohnungen. Der Bahnhof Dietikon wäre die westliche Endstation der U-Bahn Zürich gewesen, wobei sich die Gleise auf der Höhe des ersten Stockwerks des Aufnahmegebäudes befunden hätten. Das Vorhaben scheiterte 1973 in einer Volksabstimmung.

## Daten der Linien
- 9. August 1847 Eröffnung Zürich–Baden durch die Schweizerische Nordbahn (SNB)
- 1. Mai 1902 Eröffnung der elektrischen Bremgarten-Dietikon-Bahn (BD)
- 21. Januar 1925 Elektrifizierung Zürich–Olten
- 8. Oktober 1977 Eröffnung der 3. Spur Schlieren–Dietikon
- 22. Oktober 1977 Eröffnung der 4. Spur Schlieren–Dietikon
- 1978 Aufnahme des Vollbetriebes des Rangierbahnhofs Limmattal
- 1997–2001 Bau der 3. und 4. Spur Dietikon–Killwangen mit einem Überwerfungsbauwerk

## Verkehr

### Fernverkehr
Der Bahnhof wird stündlich mit einer Fernverkehrslinie bedient, welche seit dem Fahrplanwechsel 2015 auch via Zürich HB verkehrt.
- 36 Basel SBB – Brugg AG – Zürich HB (– Zürich Flughafen)

### S-Bahn Zürich
Seit Einführung der S-Bahn Zürich im Jahr 1990 sind die S-Bahn-Züge die Hauptverkehrsträger im Bahnhof Dietikon.
- S 11 Aarau – Lenzburg – Dietikon – Zürich HB – Stettbach – Winterthur – Seuzach/Sennhof-Kyburg (– Wila)
- S 12 Brugg – Altstetten – Zürich HB – Stettbach – Winterthur – Schaffhausen/Wil
- S 17 Dietikon – Bremgarten – Wohlen
- S 19 (Koblenz – Baden –) Dietikon – Zürich HB – Wallisellen – Effretikon (– Pfäffikon ZH) Verkehrt nur Werktags. Koblenz - Dietikon und Effretikon - Pfäffikon ZH nur in Hauptverkehrszeiten
- S 42 (Zürich HB – Dietikon – Wohlen – Muri) Verkehrt nur in Hauptverkehrszeiten.

Während der Hauptverkehrszeiten bedienten mehrere beschleunigte, nicht nummerierte S-Bahnen den Bahnhof. Seit dem Fahrplanwechsel im Dezember 2015 werden sie als S19 und S42 geführt. Die S11 verkehrt wie die Züge auf den übrigen Linienabschnitten im Halbstundentakt. Die S17 verkehrt von Montag bis Samstag von 6 Uhr bis 20 Uhr zwischen Dietikon und Bremgarten West im Viertelstundentakt.
Dietikon ist auch an das Nachtnetz von der Zürcher S-Bahn angeschlossen sowie an das Nachtnetz der RVBW, VBZ und AVA.
- SN1 Aarau – Wildegg – Brugg – Dietikon – Zürich HB – Stettbach – Winterthur
- SN11 Olten – Aarau – Mellingen Heitersberg – Dietikon – Zürich HB – Stettbach – Winterthur
- N31 Bahnhof Dietikon – Bergdietikon – Widen – Berikon – Oberwil-Lieli
- N32 Bahnhof Dietikon – Rudolfstetten – Widen – Bremgarten – Wohlen – Villmergen – Sarmenstorf
- N33 Baden Bhf Ost – Neuenhof Webermühle – Bahnhof Killwangen-Spreitenbach – Bahnhof Dietikon
- N34  Schlieren Bhf – Schlieren Reitmen – Urdorf Neumatt – Bahnhof Dietikon – Geroldswil – Oetwil an der Limmat Zentrum
- N35 Bahnhof Schlieren – Schlieren Reitmen – Urdorf Nord – Dietikon Hätschen – Dietikon Bahnhof

Der Bahnhof ist ein wichtiger Knotenpunkt des regionalen Busverkehrs, der von der Gesellschaft Limmat Bus durchgeführt wird.
- 301 Dietikon Bahnhof – Geroldswil
- 305 Dietikon Bahnhof – Bergdietikon Kindhausen
- 306 Dietikon Bahnhof – Stadthalle Ost
- 309 Dietikon Bahnhof – Geroldswil
- 314 Dietikon Bahnhof – Birmensdorf Bahnhof
- 325 Dietikon Bahnhof – Weinberg